# 佩妮拉·布霍尔姆
佩妮拉·布霍尔姆（瑞典語：Pernilla Burholm，1974年2月16日—），生于海讷桑德，瑞典女子冰球运动员。她曾代表瑞典国家队参加1998年冬季奥林匹克运动会冰球比赛，获得第5名。